# HAL FILM MAKER
股份有限公司Hal Film Maker（ハルフィルムメーカー）是日本的动画企划&制作公司。
2009年7月1日，被同属TYO GROUP的动画制作公司YUMETA CO., LTD.吸收合并，合并后改名TYO動畫。

## 代表作
- 机械女神系列
- 天使禁猎区
- 新恋爱白书
- STRANGE DAWN
- 秀逗魔导士剧场版第五作
- 新白雪姫传说
- 彩梦芭蕾
- 萬花筒之星（原作&企划）
- 诗片
- 不可思議星球的雙胞胎公主系列
- 水星领航员系列
- 扑杀天使系列
- 西方善魔女
- OBAN STAR-RACERS
- Sketch Book～素描簿～
- 暗夜魔法使
- 钢铁新娘
- 四叶
- 魔法使的条件 夏天的天空
- SKIP·BEAT！
- 神薙
- SOUL EATER 噬魂者
- 魯邦三世VS名偵探柯南
- 潘朵拉之心
- 香格里拉 (科幻小說)
- 天降之物
- B型H系

## OVA
- 幸福光暈

## 外部連結
- （日語）官方網站